# 西切斯特菲爾德 (新罕布什爾州)
西切斯特菲爾德（英語：West Chesterfield）是位於美國新罕布什爾州切希爾縣的非建制地區。

## 歷史
西切斯特菲爾德的郵局自1866年營運至今。

## 地理
西切斯特菲爾德所處的海拔為高於海平面111米（即364英呎），而該地所採用的時區為UTC-5，即北美东部时区（EST）。同時該地設有夏令時間，為UTC-5調快一小時，即UTC-4（EDT）。